# Niżnia Koprowa Przełęcz
Niżnia Koprowa Przełęcz (słow. Nižné Kôprovské sedlo) – położona na wysokości 2094 m n.p.m. (według wcześniejszych pomiarów 2120 m) wąska przełęcz w głównej grani odnogi Krywania, pomiędzy Koprową Turnią (2213 m) a Koprowymi Czubami (a dokładniej Zachodnią Koprową Czubą. Jest to najniższa przełęcz w grani łączącej Hlińską Turnię (2341 m) z Koprowym Wierchem (2366 m). Przejście przez przełęcz łączy Dolinę Hlińską z Doliną Mięguszowiecką, bezpośrednio ponad kotłem Małego Stawu Hińczowego w Dolince Szataniej. Dawniej przełęczą tą chodzili koziarze i turyści, obecnie nie jest wykorzystywana. Szlak turystyczny prowadzi przez położoną wyżej (2148 m) Wyżnią Koprową Przełęcz. Niżnia Koprowa Przełęcz znajduje się jednak w rejonie dopuszczonym do uprawiania taternictwa.
Dawniej trasa z Zakopanego przez Dolinę Gąsienicową, Liliowe, Zawory i Dolinę Hlińską do Doliny Mięguszowieckiej prowadziła właśnie przez Niżnią Koprową Przełęcz. Trasa ta została dla turystów zamknięta.
Pierwsze odnotowane przejścia turystyczne:
- latem – Walery Eljasz-Radzikowski, Juliusz Bukowski, Juliusz Walewski, A. Domagalski z przewodnikami z Zakopanego, 23 sierpnia 1879 r.,
- zimą – Gyula Andor Hefty i Gyula Komarnicki, 21 kwietnia 1912 r.

Wcześniejsze letnie wejścia w tym rejonie mogły dotyczyć Niżniej lub Wyżniej Koprowej Przełęczy

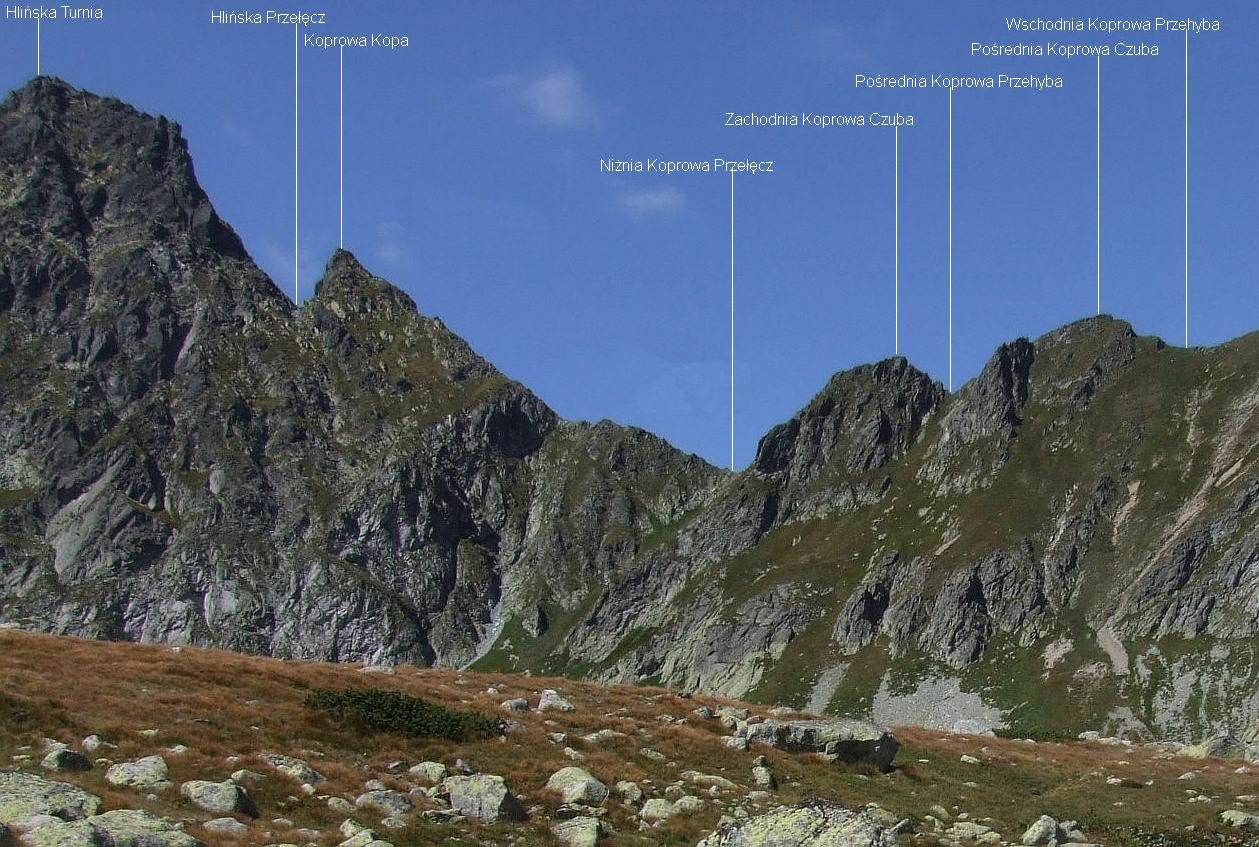
Widok z Doliny Hińczowej